# Metachelifer thailandicus
Espèce
Metachelifer thailandicus est une espèce de pseudoscorpions de la famille des Cheliferidae.

## Distribution
Cette espèce est endémique de la province de Tak en Thaïlande. Elle se rencontre à Amphoe Phop Phra dans la grotte Tham Sua Yai.

## Description
Les mâles mesurent de 3,38 à 3,42 mm et les femelles de 2,86 à 3,32 mm.

## Systématique et taxinomie
Cette espèce a été décrite par en Li & Shi, 2022.

## Étymologie
Son nom d'espèce lui a été donné en référence au lieu de sa découverte, la Thaïlande.

## Publication originale
- Li & Shi, 2022 : « Cave-inhabiting Cheliferidae (Arachnida, Pseudoscorpiones) from Thailand, with description of four new species of Metachelifer Redikorzev. » ZooKeys, vol. 1103, p. 171–188 (texte intégral).